# Lokalna Organizacja Turystyczna „Wrota Karpat Wschodnich”
Lokalna Organizacja Turystyczna „Wrota Karpat Wschodnich” – lokalne stowarzyszenie, którego zadaniem jest promocja i rozwój turystyczny terenów Pogórza Przemyskiego.
Stowarzyszenie skupia właścicieli gospodarstw agroturystycznych i stadnin z gmin Bircza i Fredropol, artystów ludowych oraz miłośników tych terenów. Liczy obecnie około 40 osób.
Prezesem stowarzyszenia jest Elżbieta Skrzyszowska z Leszczawy Dolnej.
Zadania Stowarzyszenia:
- projektowanie i wytyczanie nowych szlaków turystycznych
- zdobywanie środków na remonty przeróżnych obiektów pożytku publicznego, w tym zabytków (kapliczek, cerkwi, cmentarzy, dworków)
- promocja regionu na wszelakich imprezach kulturalnych i targach turystycznych
- promocja i docelowo sprzedaż regionalnych wyrobów artystycznych i kulinarnych
- zdobywanie środków na modernizację i rozwijanie bazy turystycznej członków stowarzyszenia – właścicieli gospodarstw agroturystycznych, stadnin koni itd.
- dyskusja społeczna na temat celowości utworzenia Turnickiego Parku Narodowego

Partnerami stowarzyszenia są Urzędy Gmin Bircza i Fredropol, PTTK – oddział w Przemyślu, Nadleśnictwo Bircza oraz Stowarzyszenie „Dziedzictwo Mniejszości Karpackich”.